# أصل العالم (لوحة)
أصل العالم هي لوحة لامرأة شبه عارية رسمها غوستاف كوربيه في عام 1866. واللوحة زيت على قماش بقياس 46 سم في 55 سم، معروضة في متحف أورسيه الفرنسي منذ عام 1995.

## وصف اللوحة
تصور اللوحة امرأة شبه عارية مستلقية على سرير ويبدو عضوها الجنسي وجذعها. يظهر كذلك الفخذان مفتوحان، وتغطي أعلى الجذع بقماش بما يسمح فقط برؤية جزء من ثديها الأيمن دون الرقبة والوجه. على الرغم من أن العمل لم يعرض للعموم قبل نهاية القرن العشرين، غير أنه كان معروفاً من قبل المعلقين والنقاد الفنيين والأدبيين في العالم وقت إنجازه وخاصة من خلال ماكسيم دو كامب الذي وصفه بالكلمات التالية: «في حمام شخصية العمل المجهولة، نرى لوحة صغيرة مخبأة تحت حجاب أخضر. عندما أزيل الحجاب، كان من المذهل أن نرى امرأة بالحجم الطبيعي، بشكل مواجه (...) رسمت بشكل فائق البراعة، أو مشغولة بحب، كما يقول الإيطاليون، وتقدم الكلمة الأخيرة للنزعة الواقعية. ولكن، بسبب نسيان لا يمكن تصوره، فقد أهمل الحرفي الذي رسم نموذجه الحي تصوير القدمين والساقين والفخذين والبطن والوركين والصدر واليدين والذراعين والكتفين».

## قصة اللوحة

### امرأة ذات أصل غير مؤكد

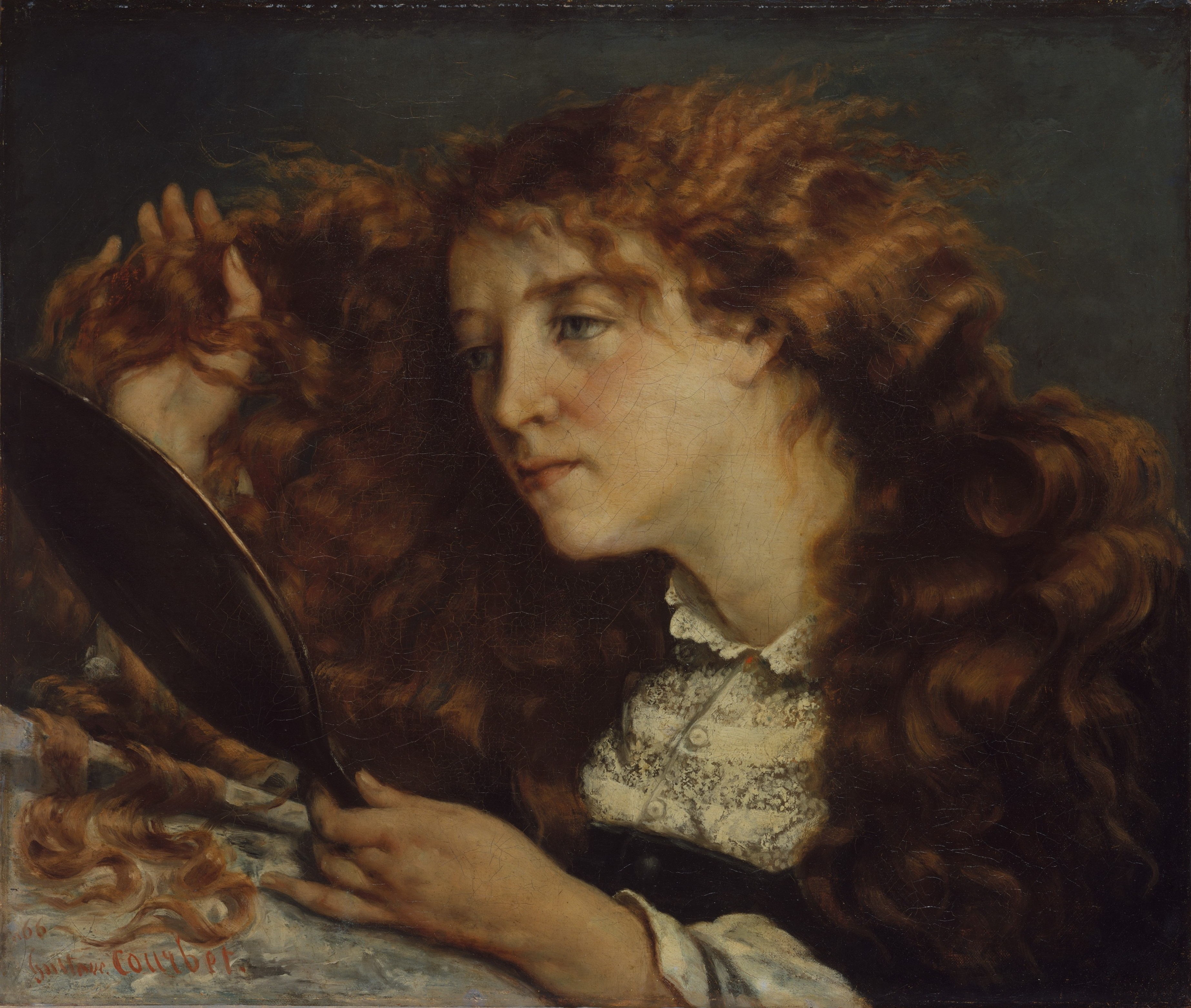
"الجميلة الإيرلندية" لوحة لكوربيه، وهي صورة لجوانا هيفرنان التي يعتقد أنها كانت نموذج لوحة "أصل العالم".

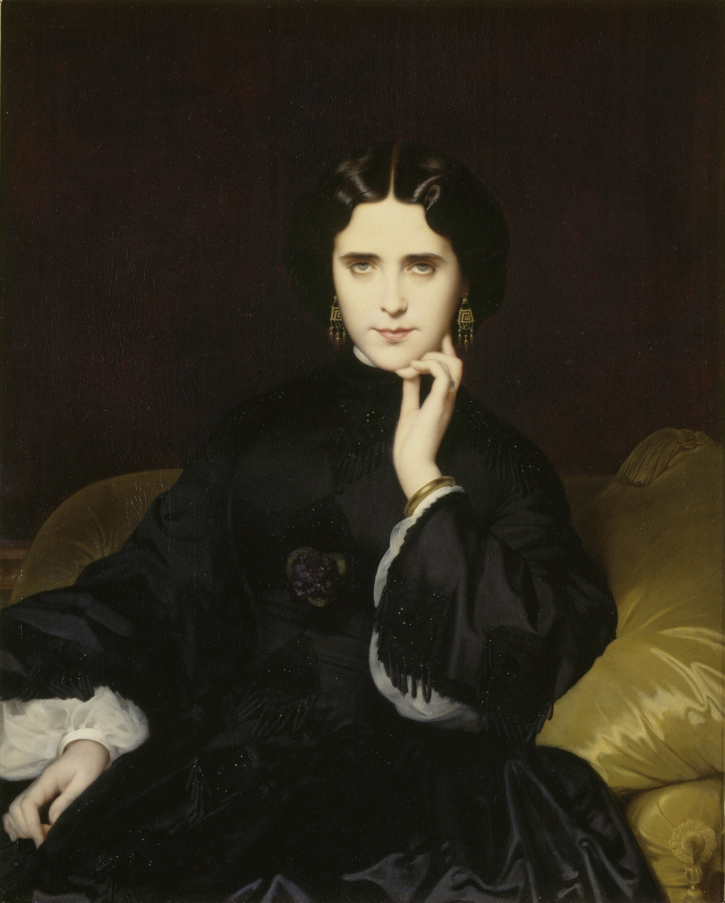
جان دو توربيه، كونتيسة ليونيس المستقبلية التي رسمها أموري-دوفال وذكرها بعض المؤرخين كنموذج محتمل للوحة "أصل العالم".

#### فرضيات تاريخية
كان النموذج المفضل لكوربيه حين أنجز هذه اللوحة امرأة شابة تدعى جوانا هيفرنان المعروفة باسم "Jo". وكان حبيبها الرسام الأمريكي المعجب بعمل كوربيه جيمس ويسلر قد قدمها إليه.
كان كوربيه في عام 1866 يعمل على إنجاز لوحة أخرى تدعى «الجميلة الإيرلندية» بالاعتماد على هيفرنان كنموذج.وأنجز كوربيه ما مجموعه أربع لوحات لهذه السيدة التي يشار إليها في بعض الأحيان كنموذج محتمل للوحة «أصل العالم»، الأمر الذي يفسر الانفصال الحاد بين كوربيه وويسلر بعد وقت قليل من إنهاء العمل. عاد ويسلر فيما بعد إلى الولايات المتحدة تاركاً وصية لهيفرنان. وذلك على الرغم من اختلاف لون شعر "Jo" الأحمر عن لون شعر العانة القاتم الذي يظهر في اللوحة.
من ناحية أخرى، وفي كتابه التاريخي المعنون «أصل العالم، قصة لوحة غوستاف كوربيه» المنشورة عام 2004، يلقي تييري سافاتييه بظلال من الشك على هذه الفرضية مقدماً جملة افتراضات بينها أن يكون نموذج اللوحة صورة فوتوغرافية. وفي الطبعة الرابعة من الكتاب عام 2009، أضاف سافاتييه خاتمة تطرح فرضية تنص على أن المرأة نموذج للوحة كانت حاملاً وقت تم رسمها مستدلاً على ذلك بشكل بطنها.
بعد تييري سافاتييه، قدّم المؤرخ جيرار ديزانجيس عام 2011 فرضية أخرى تقول بأن السيدة يمكن أن تكون جان دو توربيه (الملقبة بـ«سيدة البنفسج») عشيقة الدبلوماسي التركي خليل بك الذي طلب رسم «أصل العالم».ومع ذلك، فإن كلا المؤلفين قد أشار أنه لا يملك شهادات من تلك الحقبة يمكنها أن تدعم هذه الفرضية.

#### فرضيات روائية
تبنّت روايتان فرضية أن نموذج اللوحة هو جوانا هيفرنان. سمّى الناقد الفني برنار تيسيدر، في روايته «رواية الأصل» المنشور عام 1996 والتي تلعب فيها اللوحة نفسها الشخصية الرئيسية، نموذج المرأة التي رسمت عنها جوانا هيفرنان. أما الروائية كريستين أوريان فتقدم في روايتها «كنت أصل العالم» المنشورة عام 2000 جوانا هيفرنان كراوية للقصة وهي كانت عشيقة كوربيه ونموذج لللوحة الشهيرة.

### مالكون سريّون للوحة
يعزى طلب إنجاز لوحة «أصل العالم» إلى خليل بيك، وهو دبلوماسي تركي وسفير سابق للإمبراطورية العثمانية في أثينا وسانت بطرسبرغ خلال فترة من حياته قضاها في باريس. بعد أن عرّفه الناقد الأدبي الفرنسي شارل أوجستان سانت ـ بوف إلى كوربيه، قام خليل بيك بتكليفه برسم لوحة يضمها إلى مجموعته الشخصية من اللوحات الجنسية التي كانت تضم من بين أعمال أخرى، لوحات «الحمام التركي» لجان أوغست دومينيك آنغر (1862) و«النعاس» لكوربيه من عام 1866. تعرض خليل بيك للإفلاس بسبب ديونه التي راكمها في لعب القمار وبدأ نتيجة لذلك ببيع مجموعته الفنية فحصل تاجر قطع فنية قديمة يدعى أنطوان دو لا نارد على «أصل العالم». فيما بعد، شاهد الكاتب الفرنسي الشهير أدموند دو غونكور اللوحة في محل التاجر عام 1898. وتقول فرضية أخرى أن اللوحة كانت بين مجموعة إميل فيال حتى عام 1912 ثم انتهت بطريقة ما في معرض برنهيم-جيون الباريسي المعروف حتى عام 1913 حيث تم شراؤها في 16 حزيران/يونيو من قبل البارون هيرزوغ الذي لم يكن بحسب الرسام الفرنسي روبير فيرنييه، سوى البارون فرانسوا دو هاتفاني الذي نقلها إلى بودابست وبقيت محفوظة هناك حتى الحرب العالمية الثانية. وخلال الحرب خبأت اللوحة مع لوحة أخرى لكوربيه هي «قلعة بلوناي». وهذه الأخيرة انتقلت في وقت لاحق إلى ملكية متحف الفنون الجميلة في بودابست.
آخر شخص امتلك اللوحة كان المحلل النفسي الفرنسي جاك لاكان مع شريكته الممثلة سيلفيا باتاي في عام 1955 وعرضها في منزله الريفي في ضاحية «إيفلين» قرب باريس. وبسبب اختفاء غطاء اللوحة الأصلي، فقد طلب لاكان من شقيق زوجته الفنان أندريه ماسون أن يصنع إطاراً مزدوجاً جديداً وأن يرسم عملاً آخر فوق الإطار. أنجز ماسون نسخة سريالية عن «أصل العالم» عنونها «أرض إيروسيّة». أنتجت نسخة عن اللوحة في عام 1974 في مقال مصور لبرادلي سميث (1910-1997) كتب مقدمته الرسام والروائي الأمريكي هنري ميلر، ووضعت لها عنوان "Torse".
أتيح للجمهور الأمريكي أن يشاهد لوحة «أصل العالم» للمرة الأولى خلال معرض فني مخصص لكوربيه في متحف بروكلين عام 1988 وعرضت أيضاً في فرنسا عام 1992 في معرض «ماسون» في أورنانز. بعد وفاة لاكان عام 1981 وزوجته سيلفيا عام 1993، وافقت وزارة الاقتصاد والمالية الفرنسية أن ينتقل العمل إلى متحف أورسيه عام 1995.